# Nizampatnam
Nizampatnam, Pettipolle o Pettapoly és una ciutat portuària del districte de Guntur a Andhra Pradesh. Consta el 1881 amb 4.128 habitants i el 1901 amb 4.216. És la capital d'un mandal i la seva població actual no consta.

## Història
El port és esmentat per l'historiador Ferishta. El seu nom correcte seria Nushampatnam. Els holandesos hi van establir una factoria el 1608. És notable perquè fou el primer lloc on van desembarcar els anglesos a la costa oriental de l'Índia el 26 d'agost de 1611 desembarcant les mercaderies i deixant dos vaixells de càrrega que després van recollir en tornant de Masulipatam i es van dirigir per la badia de Bengala a Bantam. La residència temporal anglesa fou anomenada Pettipollee pel poble veí de Pedapalli. La fàbrica anglesa fou establerta el 1621 i va agafar aquest nom. Els holandesos van abandonar la seva factoria el 1668. La població fou cedida pel nizam als francesos com a part dels Circars Septentrionals, formà part del circar de Nizampatam que fou entregat pel nizam Salabat Jang als britànics el 1759, concessió confirmada per un firman imperial el 12 d'agost de 1765.